# Église d'Hirvensalo
L’église d'Hirvensalo (finnois : Hirvensalon kirkko) est une église luthérienne située dans le quartier de Moikoinen à Turku en Finlande.

## Architecture
L’église conçue par  Pekka Pitkänen est terminée en 1962  et inaugurée le  12 août 1962. 
La nef peut accueillir 150 personnes.
Les orgues sont fabriquées par Veikko Virtanen  en 1978.